# Simona Kossak
Simona Gabriela Kossak (* 30. Mai 1943 in Krakau; † 15. März 2007 in Białystok, Polen) war eine polnische Biologin, Ökologin und Professorin für Forstwissenschaften. Kossak war bekannt für ihre Bemühungen, die Restbestände natürlicher Ökosysteme in Polen zu erhalten. Ihre Arbeit befasste sich unter anderem mit der Verhaltensökologie von Säugetieren. Sie bezeichnete sich manchmal selbst als "Zoo-Psychologin".

## Karriere
1980 verlieh der Wissenschaftliche Rat des Forstlichen Forschungsinstituts Kossak den Doktorgrad in Forstwissenschaften auf der Grundlage ihrer Dissertation „Forschung über die trophische Situation von Rehen im Lebensraum des Nadelmischwaldes im Urwald von Białowieża“ und 1991 mit der Habilitation in Forstwissenschaften auf der Grundlage ihrer Habilitationsschrift „Umwelt- und intraspezifische Determinanten des Fressverhaltens von Rehen (Capreolus capreolus) in der Waldumgebung“. 1997 erhielt sie den akademischen Titel Professorin für Forstwissenschaften.
Kossak arbeitete im Institut für Säugetierforschung der Polnischen Akademie der Wissenschaften in Białowieża und am Institut für Waldwirtschaft der Abteilung für Naturwälder, wo sie von Januar 2003 bis zu ihrem Tod 2007 Direktorin war. Sie war auch eine der Urheberinnen des Repellent UOZ-1, einem Gerät, das wilde Tiere vor vorbeifahrenden Zügen warnt. Im Oktober 2000 erhielt Kossak das goldene Verdienstkreuz der Republik Polen.
Kossak war bekannt für ihre kompromisslosen Ansichten und Aktionen zum Schutz der Natur, insbesondere im Białowieża-Urwald, wo sie über 30 Jahre in der alten Forsthütte „Dziedzinka“ lebte.

## Privatleben
Kossak wurde in Krakau geboren. und stammte aus einer bekannten Künstlerfamilie. Sie war die Tochter von Jerzy Kossak, Schwester von Gloria Kossak, Enkelin von Wojciech Kossak und Urenkelin von Juliusz Kossak und Nichte von Magdalena Samozwaniec und Maria Pawlikowska-Jasnorzewska. Der bekannte Naturforscher, Fotograf und Schriftsteller Lech Wilczek, war Kossaks Partner.

## Filmporträts
- Simona, Dokumentarfilm, 2022, Regie: Natalia Koryncka-Gruz, 91 Min.
- Simone Kossak, polnische Literaturverfilmung aus dem Jahr 2024.